# کمیته اول آمریکا
کمیته اول آمریکا (انگلیسی: America First Committee) یا به اختصار AFC مهم‌ترین گروه ذی‌نفوذ پشتیبان عدم مداخله و بی‌طرفی ایالات متحده آمریکا در جنگ جهانی دوم بود که در ۱۰ دسامبر ۱۹۴۱ (تنها سه روز پس از حمله به پرل هاربر) تشکیل شد. اول آمریکا یکی از بزرگترین جنبش‌های ضد جنگ در تاریخ ایالات متحده آمریکا است و تعداد اعضای حق عضویت‌پرداز آن تا ۸۰۰۰۰۰ نفر در ۴۵۰ شعبه می‌رسید.